# Backlash (2000)
Backlash (2000) là một sự kiện pay-per-view (PPV) đấu vật chuyên nghiệp sản xuất bởi World Wrestling Federation (WWF), diễn ra ngày 30 tháng 4 năm 2000, tại MCI Center ở Washington, D.C. Đây là sự kiện Backlash thứ 2. Có 9 trận đấu được diễn ra.
Sự kiện chính là trận đấu đơn tranh đai WWF Championship với Shane McMahon là trọng tài khách mời đặc biệt, và The Rock (trợ giúp bởi Stone Cold Steve Austin) đánh bại Triple H để giành đai. Các trận đấu tâm điểm của phần còn lại gồm Chris Benoit đánh bại Chris Jericho bằng luật chống phạm quy để bảo vệ thành công WWF Intercontinental Championship và  Trận đấu Hardcore 6 người tranh đai WWF Hardcore Championship, và Crash Holly giành chiến thắng để đoạt lại đai.

## Kết quả
| #                                           | Kết quả | Thể loại                                                                                  | Thời gian |
| ------------------------------------------- | --- | ----------------------------------------------------------------------------------------- | --------- |
| 1                                           | Edge và Christian (c) đánh bại D-Generation X (Road Dogg và X-Pac) (cùng với Tori)                                     | Trận đấu đồng đội tranh đai WWF Tag Team Championship                                     | 09:22     |
| 2                                           | Dean Malenko (c) đánh bại Scotty 2 Hotty                                                                               | Trận đấu đơn tranh đai WWF Light Heavyweight Championship                                 | 12:57     |
| 3                                           | Big Boss Man và Bull Buchanan đánh bại The APA (Bradshaw và Faarooq)                                                   | Trận đấu đồng đội                                                                         | 07:32     |
| 4                                           | Crash Holly (c) đánh bại Hardcore Holly, Jeff Hardy, Matt Hardy, Perry Saturn và Tazz                                  | Trận đấu Hardcore 6 người tranh đai WWF Hardcore Championship                             | 12:16     |
| 5                                           | Big Show đánh bại Kurt Angle                                                                                           | Trận đấu đơn                                                                              | 02:35     |
| 6                                           | T & A (Albert và Test) (cùng với Trish Stratus) đánh bại The Dudley Boyz (Bubba Ray Dudley và D-Von Dudley)            | Trận đấu đồng đội                                                                         | 11:07     |
| 7                                           | Eddie Guerrero (c) (cùng với Chyna) đánh bại Essa Rios (cùng với Lita)                                                 | Trận đấu đơn tranh đai WWF European Championship                                          | 08:37     |
| 8                                           | Chris Benoit (c) đánh bại Chris Jericho bằng luật chống phạm quy                                                       | Trận đấu đơn tranh đai WWF Intercontinental Championship                                  | 15:09     |
| 9                                           | The Rock (cùng với Stone Cold Steve Austin) đánh bại Triple H (c) (cùng với Mr. McMahon và Stephanie McMahon-Helmsley) | Trận đấu đơn tranh đai WWF Championship với Shane McMahon là trọng tài khách mời đặc biệt | 19:23     |
| - (c) – chỉ người vô địch bước vào trận đấu | |                                                                                           |           |